# آتش‌سوزی بازار تبریز
آتش‌سوزی بازار تبریز در تاریخ ۱۳ آبان ۱۳۸۸ خورشیدی حوالی ساعت ۱۷ و ۳۰ دقیقه به وقوع پیوست. در جریان این حادثه بخش‌هایی از راستهٔ تاریخی «ایکی قاپیلار» که مرکز فروش انواع پوشاک و لوازم آرایشی می‌باشد، دچار آتش‌سوزی شد. علت احتمالی وقوع این حادثه، واژگونی چراغ علاءالدین در یکی از مغازه‌های این راسته بوده‌است.

## مهار آتش‌سوزی
آتش‌نشانی تبریز در ساعت ۱۷ و ۵۵ دقیقهٔ روز چهارشنبه ۱۳ آبان، خبری مبنی بر وقوع آتش‌سوزی در محدودهٔ بازار تبریز دریافت می‌کند. بلافاصله نیروهای امدادی از ایستگاه‌های شمارهٔ ۱ (خاقانی)، شمارهٔ ۳ (یکه‌دکان‌ها) و شمارهٔ ۱۱ (راسته‌کوچه) به محل حادثه اعزام می‌شوند؛ ولی باتوجه به اعلام وضع فوق‌العاده و وسعت آتش‌سوزی در محدودهٔ بازار، تمامی ۱۴ ایستگاه آتش‌نشانی شهر تبریز به محل حادثه می‌شتابند. سرانجام در ساعت ۲۴ همین روز مأموران آتش‌نشانی متشکل از ۱۵۰ نفر آتش‌نشان و ۵۰ دستگاه خودروی آتش‌نشانی موفق به مهار آتش‌سوزی می‌شوند؛ البته در جریان این حادثه، ۸ نفر از آتش‌نشانان زخمی شده و به مراکز درمانی منتقل شدند.

## علت حادثه
علت اصلی وقوع این حادثه اعلام نشده‌است؛ ولی به احتمال زیاد سرنگونی چراغ خوراک‌پزی در یکی از مغازه‌های راستهٔ ایکی قاپیلار و به دنبال آن انفجارهای پی‌درپی که ناشی از سوختن مواد اشتعال‌زا مانند ادکلن، اسپری و عطر در این مغازه و مغازه‌های پیرامون آن بوده‌اند، علت وقوع این حادثه می‌باشد.